# Landtagswahl in Rheinland-Pfalz 1963
- SPD: 43
- FDP: 11
- CDU: 46

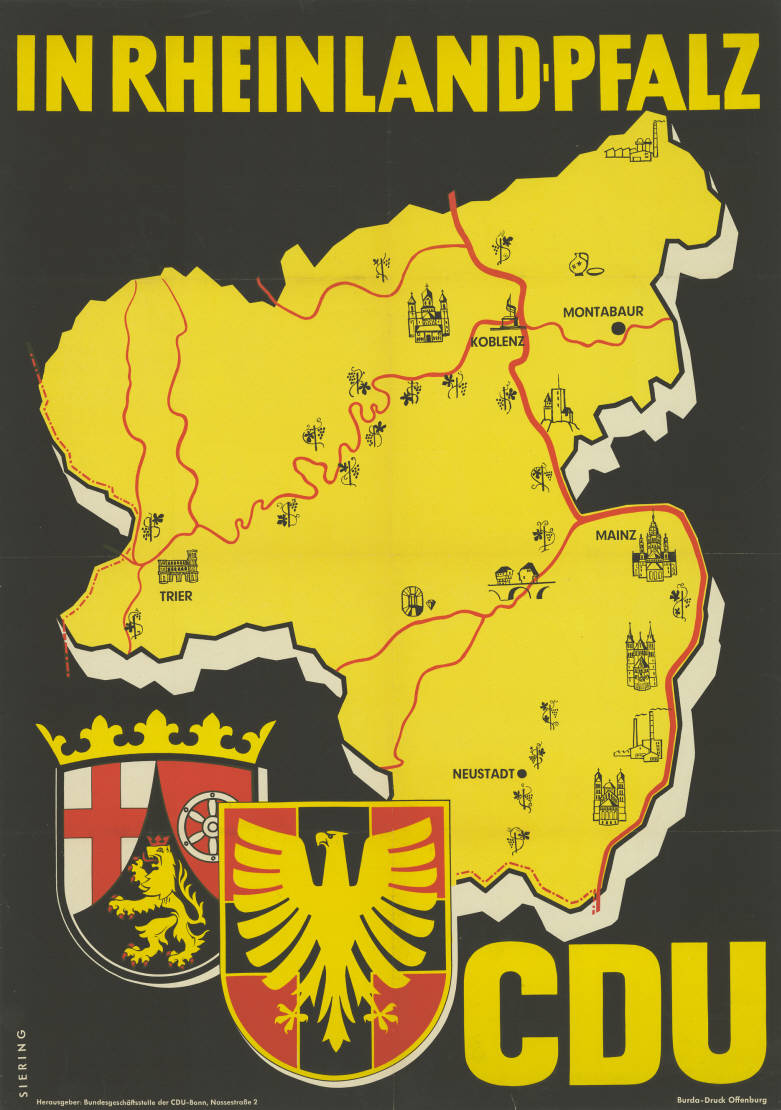
Wahlplakat der CDU

Die Landtagswahl in Rheinland-Pfalz 1963 fand am 31. März statt. Die CDU verlor ihre absolute Mehrheit, die bisher freiwillige Koalition mit der FDP wurde fortgesetzt. Die SPD wurde zur einzigen Oppositionspartei im Landtag, weil die DRP nicht mehr den Einzug in den Landtag schaffte.

## Ausgangslage
Trotz absoluter Mehrheit der CDU war Ministerpräsident Peter Altmeier eine schwarz-gelbe Koalition mit der FDP eingegangen. Oppositionsparteien im Parlament waren SPD und DRP.

## Wahlergebnis
Landtagswahl am 31. März 1963
Wahlberechtigte: 2.363.313
Wähler: 1.784.261 (Wahlbeteiligung: 75,50 %)
Gültige Stimmen: 1.752.486 
 Ungültige Stimmen: 31.775 (1,78 %)
| Partei | Stimmen   | Anteil in % | Sitze | Sitze 1959 |
| CDU    | 777.838   | 44,38       | 46    | 52         |
| SPD    | 713.469   | 40,71       | 43    | 37         |
| FDP    | 177.377   | 10,12       | 11    | 10         |
| DRP    | 56.155    | 3,20        |       | 1          |
| DFU    | 23.585    | 1,35        |       |            |
| DG     | 4.062     | 0,23        |       |            |
| Total  | 1.752.486 |             | 100   | 100        |

→ Liste der Mitglieder des Landtages Rheinland-Pfalz (5. Wahlperiode)